# Fusicoccum fibrosum
Fusicoccum fibrosum är en svampart som beskrevs av Sacc. 1884. Fusicoccum fibrosum ingår i släktet Fusicoccum och familjen Botryosphaeriaceae.   Inga underarter finns listade i Catalogue of Life.